# Nullismo
Il termine Nullismo fu coniato dai filosofi cattolici Antonio Rosmini e Vincenzo Gioberti come accezione particolarmente critica sia del termine nichilismo, che negava la realtà di un essere trascendente, sia in particolare del sistema filosofico di Hegel, basato, secondo questi autori, su un'assoluta astrazione. 
In seguito il termine fu adoperato anche da Giosuè Carducci e da altri critici in senso polemico verso la poetica di Giacomo Leopardi, caratterizzata, a loro giudizio, da un pessimismo rinunciatario. 
In senso politico la parola è stata usata, tra gli altri, da Antonio Gramsci per indicare sia il «nullismo opportunista e riformista» dei dirigenti socialisti come Turati, sia «la fraseologia pseudorivoluzionaria anarchica» dei socialisti massimalisti e degli stessi anarchici. 
Nel senso di rifiuto di ogni sistema politico, il termine nullismo più di recente ha preso a indicare una concezione politica-sociale a stretto legame con anarchia e anticonformismo; in un senso molto ristretto la parola nullista può indicare colui che si astiene dalla politica e da ogni forma politico-sociale, che sia importante o meno.
Il nullismo mette anche in particolare risalto il "libero arbitrio", inteso come espressione della libertà di pensare e giudicare, ritenuta tipica dei vari nullisti, come atei, anticonformisti e anarchici. 